# Kreicsi Bálint
Kreicsi Bálint magyar politikus, üzletember, 2024. október 1. óta Salgótarján polgármestere. A Hajrá, Salgótarján! Egyesület elnöke, a Fidesz tagja.

## Élete
Salgótarjánban született az 1960-as években, és itt is nevelkedett. A Nordtechnik Kft. ügyvezetője, amely az 1990-es évek közepe óta családi vállalkozásként működik Salgótarjánban.
Nős, három gyermek édesapja. Az autóversenyzés elkötelezett rajongója.

### Politikai pályafutása
2023 novemberében létrehozta saját, kormányközeli egyesületét Hajrá, Salgótarján! néven. Ugyanekkor Kreicsi Bálint bejelentette indulását is Salgótarján polgármesteri címéért is. 2024-ben a Fidesz-KDNP helyi szervezete is bejelentette, hogy Kreicsit támogatják.
A 2024-es önkormányzati választáson a szavazatok 46,96 százalékát szerezte meg, ezzel őt választották meg Salgótarján polgármesterévé.
2025 júliusában cáfolta Kéri László azon állítását, miszerint a város közalkalmazottai azért nem mehettek el ellenzéki rendezvényekre, mert megtiltotta nekik. Kreicsi a feljelentést is kilátásba helyezte az ügy kapcsán.